# Milagros Palma
Milagros Palma González (ur. 19 maja 1973 w Cienfuegos) – kubańska szpadzistka, srebrna medalistka mistrzostw świata.
W 1990 roku zdobyła indywidualnie złoty medal na mistrzostwach świata kadetów w Göteborgu.
Podczas mistrzostw świata w La Chaux-de-Fonds w 1998 roku Kubanki w składzie: Milagros Palma, Mirayda García, Zuleidis Ortiz i Tamara Esteri zdobyły srebrny medal w zawodach drużynowych. Była też między innymi piąta drużynowo na mistrzostwach świata w Kapsztadzie (1997) i mistrzostwach świata w Seulu (1999).
Wystartowała na igrzyskach olimpijskich w Atlancie w 1996 roku, gdzie drużynowo była szósta, a indywidualnie zajęła 35. miejsce.
Ponadto na igrzyskach panamerykańskich w Mar del Plata (1995) zdobyła srebrne medale indywidualnie i drużynowo.